# Felicia brevifolia
Felicia brevifolia là một loài thực vật có hoa trong họ Cúc. Loài này được (DC.) Grau mô tả khoa học đầu tiên năm 1973.